# Votkinsk
Votkinsk (rusky Во́ткинск, udmurtsky Вотка – Votka) je město v Udmurtsku v Ruské federaci. Při sčítání lidu v roce 2010 mělo bezmála sto tisíc obyvatel.

## Poloha
Votkinsk leží na říčce Votce, přítoku Sivy v povodí Kamy, a to přímo u hráze přehrady zvané „Votkinský rybník” (Воткинский пруд). Od Iževsku, hlavního města republiky, je vzdálen
padesát kilometrů na severovýchod, směrem k hranici s Permským krajem.

## Dějiny
Votkinsk byl založen v roce 1757, kdy zde byl postaven hamr. Městem je od roku 1935.

### Rodáci
- Petr Iljič Čajkovskij (1840–1893), hudební skladatel
- Leonid Georgijevič Ankudinov (1906–1988), inženýr, ředitel
- Boris Alexandrovič Smirnov (1921–1949), voják